# Charles Rocket
Charles Rocket, nome artístico de Charles Adams Claverie (também conhecido como Charlie Hamburger ou Charlie Kennedy; (Bangor, 28 de agosto de 1949 – Canterbury, 7 de outubro de 2005) foi um ator, comediante e repórter norte-americano.
Ele é mais conhecido por ter participado do programa Saturday Night Live e por ter interpretado o vilão Nicholas Andre no filme Dumb & Dumber, e  Dave Dennison no filme Hocus Pocus.

## Infância
Rocket nasceu em Bangor, Maine, filho de Mary Aurelia (nascido Fogler) e Sumner Abbott "Ham" Claverie. Ele frequentou a Rhode Island School of Design (RISD) no final dos anos 1960 e fez parte da cena da cultura underground Rhode Island na década de 1970, que também incluía Talking Heads frontman David Byrne e o diretor de cinema Gus Van Sant.

## Carreira
Rocket fez vários curtas-metragens e liderou sua banda, os Fabulous Motels, em acordeão (que ele usou em um esboço de SNL sobre um criminoso enlouquecido que usa um acordeão para matar seus namorados e é morto por uma banda de gaita de foles). Ele era então um âncora de notícias na WPRI-TV em Providence, Rhode Island e na KOAA-TV em Pueblo, Colorado em seu próprio nome, e WTVF Nashville sob o nome de Charles Kennedy. Ele fez sua estreia na rede no Saturday Night Live em 1980, usando o nome de Charles Rocket.

### Saturday Night Live
Rocket foi escalado para a 1980–81 season, que se seguiu à saída dos membros remanescentes do elenco original e produtor executivo Lorne Michaels. Escolhido pelo novo produtor executivo Jean Doumanian, ele foi promovido como um cruzamento entre Bill Murray e Chevy Chase. Rocket foi escolhido para ancorar Atualização de fim de semana, e apareceu em mais esquetes do que qualquer outro membro masculino do elenco naquela temporada, com exceção de Joe Piscopo .
Rocket interpretou o personagem recorrente Phil Lively, um apresentador de game show que levou sua personalidade grandiosa para casa e tratou a vida como se fosse um game show. Suas imitações de celebridades no SNL incluíam Ronald Reagan, David Rockefeller, Prince Charles e Marlin Perkins. Ele também apresentou "The Rocket Report", uma série de segmentos filmados em que posou como um repórter itinerante por Nova York, que os críticos nos anos posteriores mencionaram como uma das poucas partes consistentemente fortes dos programas de Doumanian.

#### Demissão
O episódio do Saturday Night Live de 21 de fevereiro de 1981, apresentado pela estrela de Dallas Charlene Tilton, apresentou uma paródia do famoso "Quem atirou em J.R.?" arco da história da popular novela noturna. Durante o show, um enredo teve Rocket e Tilton flertando enquanto outros membros do elenco expressaram ciúme, levando Rocket a ser baleado no peito por um atirador no meio de um esboço. Nos momentos finais do show, enquanto os membros do elenco se reuniam com o apresentador para dizer boa noite, Tilton perguntou a Rocket como ele se sentia ao levar um tiro. Como personagem, Rocket respondeu: "Cara, é a primeira vez que levo um tiro na vida. Gostaria de saber quem foi o autor disso."

### Carreira pós-SNL
Rocket se recuperou desse revés no início da carreira e trabalhou constantemente no cinema, com papéis em filmes como Hocus Pocus, Earth Girls Are Easy , É Pat, Roube muito, roube pouco, Como entrei na faculdade, Dança com lobos , e Dumb and Dumber, muitas vezes interpretando papéis cômicos.
Na televisão, além de participações especiais em várias sitcoms dos anos 1980, Rocket interpretou o presidente da rede antagonista Ned Grossberg na série cyberpunk Max Headroom, Richard Addison (irmão de David Addison de Bruce Willis) na comédia dramática Moonlighting, e Adam, um anjo da morte, em Tocado por um anjo. Mais tarde, ele estrelou como convidado na série de TV Wings como amigo de longa data de Brian Hackett, Danny. Rocket também apareceu em um episódio da sexta temporada de 3rd Rock From The Sun como um professor de física, Grant.
Além de seu trabalho como ator, Rocket tocou acordeão no álbum produzido por David Byrne B-52's Mesopotamia na faixa "Loveland", e o álbum Amarcord Nino Rota na faixa "La Dolce Vita Suite", produzido pelo coordenador musical do Saturday Night Live Hal Willner.
Ele também forneceu a voz de Leo Lionheart Jr. nos vídeos "MGM Sing-Alongs" em 1996.

## Vida pessoal
Rocket se casou com sua namorada da faculdade, Beth Crellin, a bordo do encouraçado USS Massachusetts ancorado em Fall River, Massachusetts, em 1972. Seu filho, Zane , nasceu em 1976.

## Morte
Rocket foi encontrado morto em um campo em sua propriedade Connecticut em 7 de outubro de 2005, com sua garganta cortada. Ele tinha 56 anos. Dez dias depois, o legista médico do estado determinou a morte como suicídio. A investigação policial determinou que não havia aspecto criminal no caso.

## Filmografia
- 1984 The Outlaws como Stanley Flynn
- 1985 Fraternity Vacation como 'Madman' Mac
- 1986 Milagres como Michael
- 1987 Down Twisted como Reno
- 1988 Earth Girls Are Easy como Dr. Ted Gallagher
- 1989 Como eu entrei na faculdade como Leo Whitman
- 1990 Honeymoon Academy como DeBains
- 1990 Dances with Wolves como Tenente Elgin
- 1991 Delirious como Ty Hedison
- 1993 Brainsmasher... A Love Story como Detetive Jones
- 1993 Hocus Pocus como Dave
- 1993 Short Cuts como Wally Littleton
- 1994 É Pat como Kyle Jacobsen
- 1994 Wagons East como General Larchmont
- 1994 Dumb and Dumber como Nicholas Andre
- 1995 Steal Big Steal Little como Xerife Otis
- 1995 Charlie's Ghost Story como Van Leer
- 1995 Tom e Huck como Juiz Thatcher
- 1997 Murder at 1600 como Jeffrey
- 1997 Dia dos Pais como Russ Trainor
- 1997 The Killing Grounds como Mel Desordo
- 1998 Dry Martini como Sam
- 1999 Carlo's Wake como Derek Donovan
- 2000 Titan A.E. como Firrikash / Slave Trader Guard (voz)
- 2000 Tex, o pistoleiro passivo-agressivo como Bart
- 2002 New Suit como Del Strontium
- 2002 Bleach (curta-metragem) como Reverendo Jim
- 2003 Shade como Tony 'Tony D'
- 2004 Yu-Gi-Oh! O Filme: Pirâmide de Luz como Narrador (último papel no filme)
- 2008 Fly Me to the Moon como Mission Control 1961 (lançamento póstumo)

### Televisão
- 1980-1981 Saturday Night Live (6ª temporada; 12 episódios) como vários papéis / âncora de atualização de fim de semana / âncora de notícias de sábado à noite
- 1982 Festa de TV (1 episódio)
- 1983 Sim, não (1 episódio)
- 1984 Os Investigadores como Truman Knuman, âncora
- 1984 Hawaiian Heat (1 episódio) como Donald
- 1985 Steel Collar Man (1 episódio) como D5B
- 1985 Remington Steele (1 episódio) como Peter Gillespie
- 1985 California Girls (filme para TV) como Barry
- 1985 Hardcastle and McCormick (1 episódio) como Bill Bauer
- 1985-1989 Moonlighting (6 episódios) como Richard Addison
- 1986 Miami Vice (1 episódio) como Marty Worthington
- 1987-1988 Max Headroom (4 episódios) como Grossberg
- 1988-1989 Murphy's Law (episódios desconhecidos) como Victor Beaudine
- 1990 thirtysomething (1 episódio) como Ron DeLisle
- 1990 Doctor Doctor (1 episódio) como Charles
- 1990 Murder, She Wrote (1 episódio) como Tenente Stuyvesant
- 1990-1992 Quantum Leap (2 episódios) como Comandante Dirk Riker / Michael G. Blake
- 1991 Parker Lewis Can't Lose (1 episódio) como Sargento Jake Melman
- 1992 Tequila and Bonetti (11 episódios) como Capitão Midian Knight
- 1993 Flying Blind (5 episódios) como Dennis Lake
- 1993 Wild Palms (3 episódios) como Stitch
- 1994 Asas (1 episódio) como Danny
- 1994 Lois & Clark: As Novas Aventuras do Superman (1 episódio) como Ryan Wiley
- 1994-2003 Touched by an Angel (10 episódios) como Adam
- 1995-1996 The Home Court (20 episódios) como Juiz Gil Fitzpatrick
- 1996 The Adventures of Hyperman (1 episódio) como The Oil Slick Monster
- 1996 Picket Fences (1 episódio) como Chuck Dante
- 1996 The Pretender (1 episódio) como Carl Bishop
- 1997 Men in Black: The Series (1 episódio)
- 1997 Grace Under Fire (1 episódio) como Davis
- 1997-1998 The New Batman Adventures (3 episódios) como Security Guard / Rob the Mutant / Frederick Fournier / Henchman / Guru / Fearless Man (voz)
- 1998 Jenny (1 episódio) como Grant
- 1998 Cybill (2 episódios) como Charlie Addison
- 1999 Tracey assume... (1 episódio) como Chopper Tim
- 1999 Superman: The Animated Series (1 episódio) como vendedor de carros usados (voz)
- 1999 Star Trek: Voyager (episódio, "The Disease") como Jippeq
- 1999 The X-Files (episódio, "Three of a Kind) como Grant Ellis
- 1999 Batman Beyond (1 episódio) como Donny's Dad (voz)
- 2000 Normal, Ohio (7 episódios) como Danny
- 2001 3rd Rock from the Sun (1 episódio) como Gary
- 2001 O Projeto Zeta (1 episódio) como Edwards
- 2002 Greg the Bunny (1 episódio) como Don Dinkins
- 2003 Static Shock (1 episódio) como Crewcut
- 2003 The King of Queens (1 episódio) como Steve
- 2004 Law & Order: Criminal Intent (1 episódio) como Donny DePalma

### Videogames
- 2002 Age of Mythology como Ajax
- 2001 Star Wars: Starfighter como Nym
- 2002 Star Wars: Jedi Starfighter como Nym

### Vídeos de música
- 1989 "Yer So Bad" por Tom Petty
- 1991 "King of the Hill" por Roger McGuinn com Tom Petty
- 1997 "Good Year" por The Refreshments